# 부평중학교
부평중학교(富平中學校)는 대한민국 인천광역시 부평구 부평동에 있는 공립 중학교이다.

## 학교 연혁
- 1954년 5월 31일 : (사립)소사고등공민학교 설립인가(2학급)
- 1954년 5월 31일 : 학교설립자 박경용 교장 취임
- 1956년 4월 1일 : (공립)도립소사고등공민학교로 개편설립(9학급)
- 1956년 4월 1일 : 이관하 교장 취임
- 1964년 3월 1일 : 부천기술학교로 개편 개교
- 1967년 9월 8일 : (공립) 부평중학교 9학급 인가
- 1967년 12월 22일 : 부천시 심곡동에서 현위치로 이전
- 1968년 3월 1일 : 부평중학교 개교
- 1968년 3월 1일 : 제1회 부평중학교 신입생 입학(183명)
- 1968년 3월 1일 : 초대 노창환 교장 취임
- 1999년 8월 30일 : 신축 교사 준공 및 신축 이전
- 2014년 1월 23일 : 다목적 강당 및 급식소 신증축
- 2014년 2월 17일 : 선진형 교과교실 설비 구축
- 2021년 3월 1일 : 제21대 나승우 교장 취임
- 2022년 10월 10일 : 인조 잔디 운동장 조성
- 2023년 12월 29일 : 제54회 졸업식(졸업생 106명, 총누계 25,120명)
- 2024년 3월 4일 : 2024학년도 신입생 98명 입학
- 2025년 3월 1일 : 제22대 이제은 교장 취임
- 2025년 3월 4일 : 2025학년도 신입생 118명 입학

## 참고 자료
- 부평중학교 - 한국교육학술정보원 학교알리미